# Берестівка (Звягельський район)
Бере́стівка (до 1960 року — Свинобичі) — село в Україні, у Баранівській міській територіальній громаді Звягельського району Житомирської області. Кількість населення становить 460 осіб (2001). У 1924—2016 роках — адміністративний центр однойменної сільської ради.

## Загальна інформація
Розташоване пообіч річки Свинобички, що впадає у річку Смолку, притоку Случі; за 15 км від Баранівки, за 7 км від залізничної станції Радулин та 30 км від Звягеля.

## Населення
Станом на 1885 рік в селі мешкало 551 особа, налічувалося 69 дворових господарств.
Відповідно до результатів перепису населення Російської імперії 1897 року, загальна кількість мешканців села становила 910 осіб, з них: православних — 867, чоловіків — 464, жінок — 446.
Наприкінці 19 століття в селі нараховувалося 144 двори та 810 мешканців, станом на 1906 рік в селі було 165 домогосподарств та 995 жителів, у 1923 році чисельність населення становила 943 особи, кількість дворів — 238.
У 1972 році кількість мешканців становила 718 осіб, дворів — 248.
Відповідно до результатів перепису населення СРСР, кількість населення, станом на 12 січня 1989 року, становила 583 особи, станом на 5 грудня 2001 року, відповідно до перепису населення України, кількість мешканців села становила 460 осіб.

### Мова
Розподіл населення за рідною мовою за даними перепису 2001 року:
| Мова       | Відсоток |
| ---------- | -------- |
| українська | 99,78%   |
| російська  | 0,22%    |

## Історія
Вперше село згадується в 1762 році під назвою Свинобичі. В середині 19 століття належало до православної парафії в Дубрівці, за 3 версти.
Станом на 1885 рік — колишнє власницьке село Смолдирівської волості Новоград-Волинського повіту Волинської губернії. В селі був заїзд.
Наприкінці 19 століття — село Смолдирівської волості Новоград-Волинського повіту Волинської губернії, за 28 верст від центру повіту, м. Новоград-Волинський; входило до православної парафії с. Дубрівка (за 3 версти). Власність графа Альфреда Потоцького, селянам належало 1 079 десятин землі. 1905 року відбулося селянське заворушення, під час якого розгромлено поміщицький маєток.
У 1906 році — сільце Смолдирівської волості (3-го стану) Новоград-Волинського повіту Волинської губернії. Відстань до повітового центру, м. Новоград-Волинський, становила 30 верст, до волосного центру, с. Смолдирів, 12 верст. Найближче поштово-телеграфне відділення розташовувалося в містечку Рогачів.
У 1923 році включене до складу новоствореної Мирославльської сільської ради, котра, від 7 березня 1923 року, стала частиною новоутвореного Баранівського району Житомирської (згодом — Волинська) округи. Розміщувалося за 17 верст від районного центру, містечка Баранівка та 4 версти від центру сільської ради, с. Мирославль. 12 січня 1924 року адміністративний центр Мирославльської сільської ради перенесено до с. Свинобичі з перейменуванням ради на Свинобицьку (згодом — Берестівська).
У німецько-радянській війні брали участь 230 чоловік, з них загинуло 110; 186 нагороджено орденами й медалями.
В радянські часи в селі розміщувалася центральна садиба колгоспу, що обробляв 1,7 тис. га угідь, з них 1,2 тис. га — рілля. Господарство вирощувало зернові культури, льон, розвивало м'ясо-молочне тваринництво, діяв цегельний завод. В селі були восьмирічна школа, будинок культури, 2 бібліотеки, медпункт, пологовий будинок, дитячі ясла, магазин.
5 серпня 1960 року село перейменовано на Берестівку. 30 грудня 1962 року, внаслідок укрупнення сільських районів, село, в складі сільської ради, увійшло до Новоград-Волинського району. 8 грудня 1966 року повернуте до складу відновленого Баранівського району Житомирської області.
27 липня 2016 року село увійшло до складу новоствореної Баранівської міської територіальної громади Баранівського району Житомирської області. Від 19 липня 2020 року, разом з громадою, в складі новоствореного Новоград-Волинського (згодом — Звягельський) району Житомирської області.

## Відомі люди
- Приймак Віталій Миколайович (1977—2014) — солдат Збройних сил України, учасник російсько-української війни.